# Leptoneta berlandi
Leptoneta berlandi är en spindelart som beskrevs av Machado och Ignacio Ribera 1986. Leptoneta berlandi ingår i släktet Leptoneta och familjen Leptonetidae.
Artens utbredningsområde är Portugal. Inga underarter finns listade i Catalogue of Life.